# 서병덕
서병덕(徐秉德, 1712년 ~ 1807년)은 조선의 문신이다. 본관은 연산(連山), 자는 유호(攸好), 호는 주은(酒隱)이다. 사헌부 장령(掌令), 사간원 헌납(獻納), 한성부판윤(漢城府判尹)을 역임했다. 시호는 정익(靖翼)이다.

## 생애
충청도 대흥현(현 충청남도 예산군 광시면) 출신이다. 
1750년(영조 26년) 생원시에 합격하고, 1751년(영조 27년) 정시 문과에 급제하여 1765년(영조 41년) 사헌부 장령(掌令)이 되었고, 1771년(영조 47년) 사간원 헌납(獻納)을 역임하였다. 이후 한성부판윤(漢城府判尹)을 지냈고, 말년에 기로소(耆老所)에 들어갔다. 시호는 정익(靖翼)이다.

## 가족
- 증조부 : 서필행(徐必行)
  - 조부 : 서욱
    - 부 : 서희조(徐喜朝)
    - 숙부 : 서해조(徐海朝)

  - 외조부 : 신진갑(辛震甲)
    - 모 : 영산 신씨(靈山辛氏)
    - 처부 : 박진주(朴鎭周)
      - 처 : 함양 박씨(咸陽朴氏)